# Ekologický bulletin
Ekologický bulletin byl samizdatový časopis vydávaný v letech 1987 - 1991. Na titulní stránce čísla 20 z roku 1990 je uvedeno, že ho vydává nezávislá redakční skupina "Ekologický bulletin" při první svobodné ochranářské organizaci " Ekologické společnosti".  

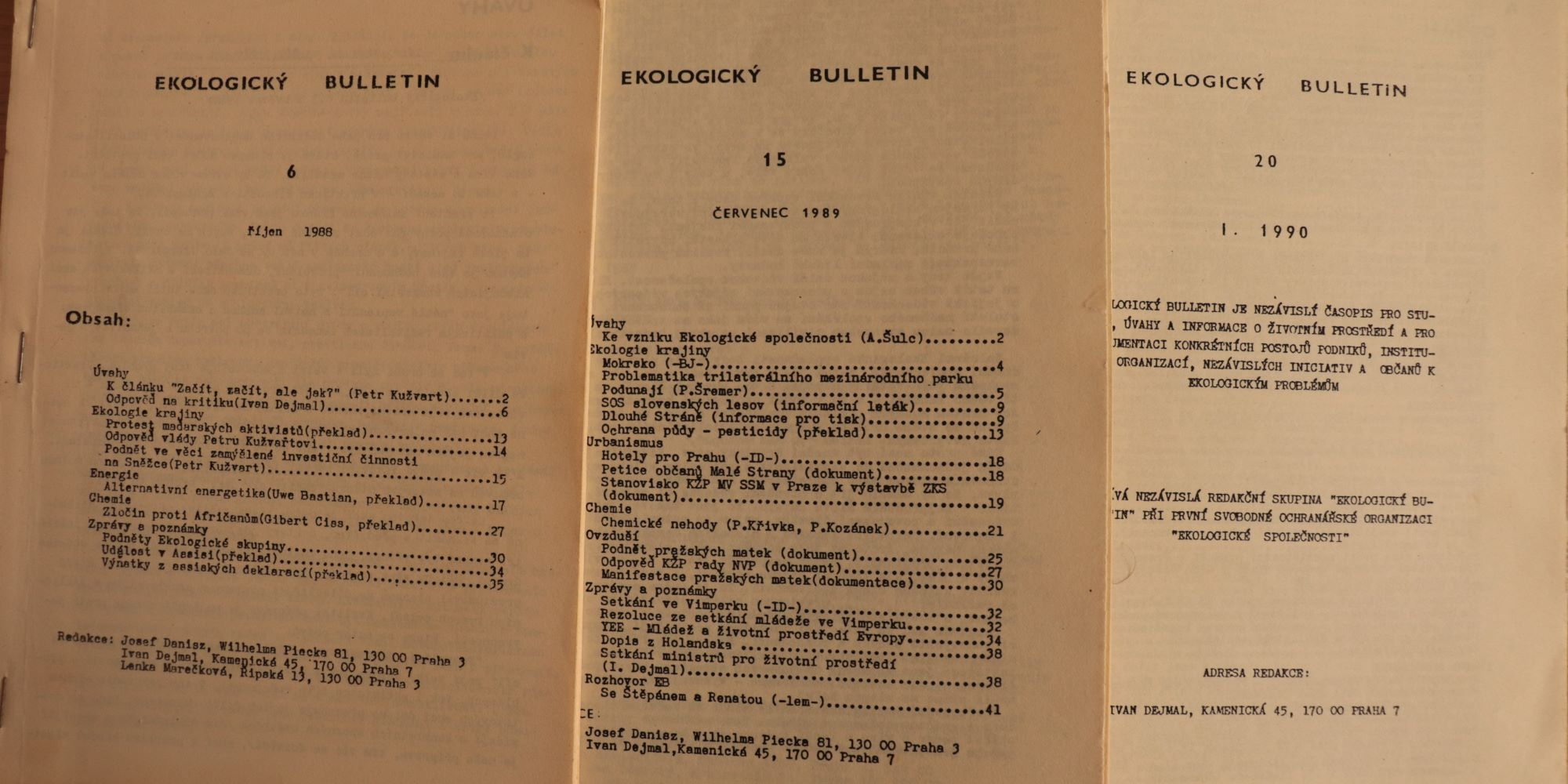
Titulní stránky samizdatového Ekologického bulletinu z let 1988 - 1990

## Historie
Ekologický bulletin začal jako samizdat vydávat v září 1987 disident Ivan Dejmal. Jeho periodicita se dle situace měnila, ale v letech 1988 - 1989 vycházel měsíčně. Vedle Ivana Dejmala do něj přispívali například Petr Kužvart, Pavel Křivka, Vladimír Kodeš, Jan Žďárský, Jarmila Johnová, Aleš Šulc anebo  Petr Štěpánek. Část z autorů příspěvků byli zakladatelé nezávislých environmentalistických skupin jako Pražské matky anebo Ekologická společnost.

## Vztah k časopisu Nika
Ivan Dejmal upřesnil vztah mezi Ekologickým bulletinem a časopisem  Nika: "Nika se pohybovala na samé hraně toho, co se mohlo psát, příspěvky, které v ní nemohly vyjít, jsme uveřejnili v Ekologickém bulletinu". 

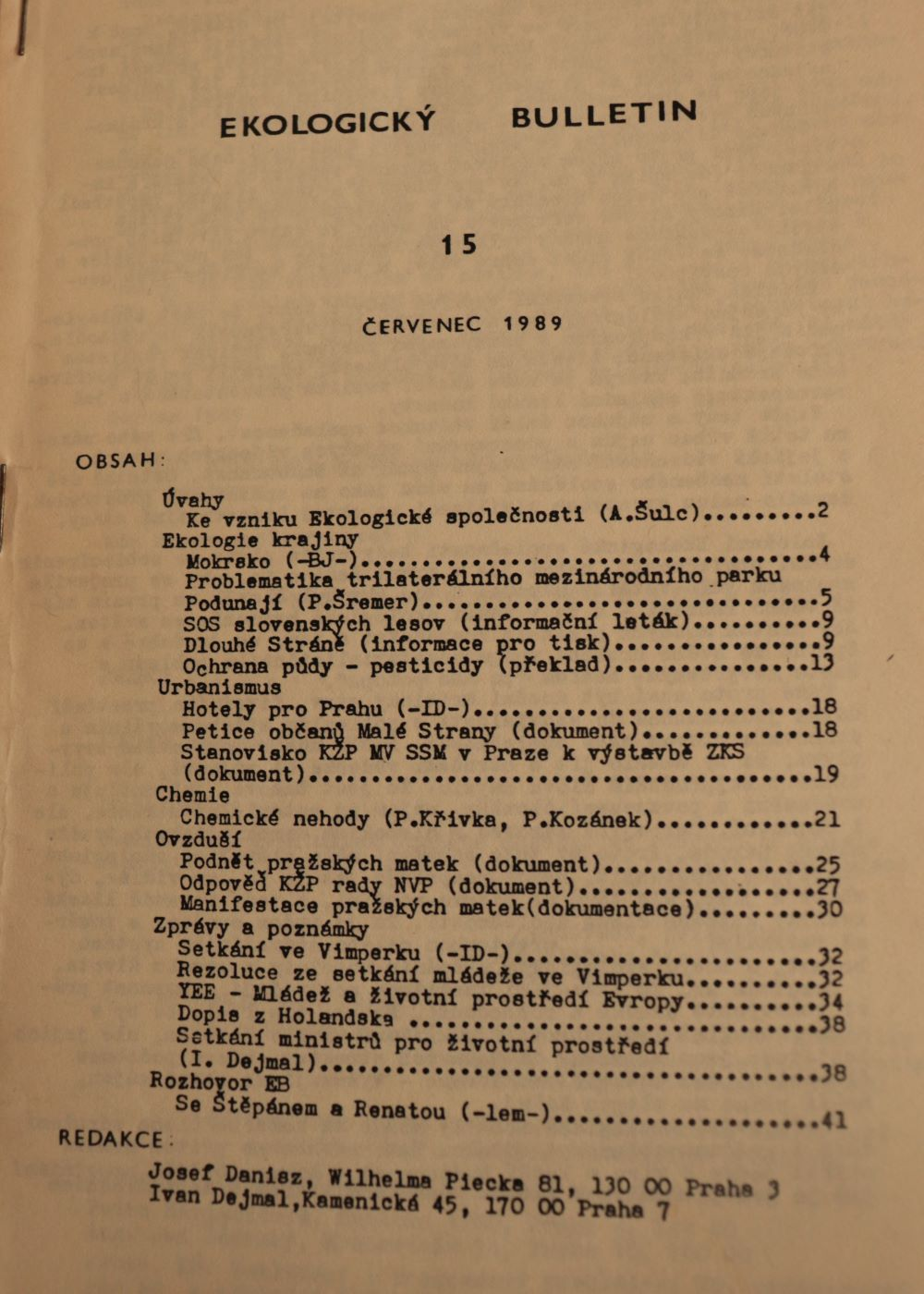
Titulní stránka vydání Ekologického bulletinu s článkem Aleše Šulce o založení Ekologické společnosti